# Rimularia australis
Rimularia australis är en lavart som beskrevs av Hertel & Rambold. Rimularia australis ingår i släktet Rimularia och familjen Trapeliaceae.   Inga underarter finns listade i Catalogue of Life.